# Uwe Daßler
Uwe Daßler (n. 11 februarie 1967, Ebersbach⁠(d), Saxonia, Germania) este un înotător ce a reprezentat Germania, medaliat olimpic. A participat la o ediție a Jocurilor Olimpice (1988) în care a câștigat o medalie de aur, o medalie de argint și o medalie de bronz.